# بطولة العالم لسباق الدراجات على الطريق 2014
بطولة العالم لسباق الدراجات على الطريق 2014 هي الدورة ال87 من بطولة العالم لسباق الدراجات على الطريق، أجريت في بونفيرادا، إسبانيا. في الفترة 21–28 سبتمبر 2014.

## النتائج النهائية
| المسابقة                    | ذهبية                             | فضية                            | برونزية                          |
| --------------------------- | --------------------------------- | ------------------------------- | -------------------------------- |
| الرجال                      |                                   |                                 |                                  |
| سباق الطريق ضد الساعة       | ميكال كوياتكووسكي (دراج) (بولندا) | سيمون جيرانس (أستراليا)         | أليخاندرو بالبيردي (إسبانيا)     |
| سباق الطريق المداري         | برادلي ويغينز (المملكة المتحدة)   | طوني مارتين (ألمانيا)           | توم دومولين (هولندا)             |
| سباق الطريق ضد الساعة للفرق | BMC Racing Team                   | Orica-GreenEDGE                 | Omega Pharma-Quick Step          |
| السيدات                     |                                   |                                 |                                  |
| سباق الطريق ضد الساعة       | ليزا برينور (ألمانيا)             | Hanna Solovey ‏ (أوكرانيا)       | إيفلين ستيفنز (الولايات المتحدة) |
| سباق الطريق المداري         | بولين فيرون-برفوت (فرنسا)         | ليزا برينور (ألمانيا)           | إيما جوهانسون (السويد)           |
| سباق الطريق ضد الساعة للفرق | Specialized–lululemon             | Orica-AIS                       | Astana BePink                    |
| رجال أقل من 23 سنة          |                                   |                                 |                                  |
| سباق الطريق المداري         | سفين إريك بايستورم (النرويج)      | كاليب إيوان (أستراليا)          | Kristoffer Skjerping ‏ (النرويج)  |
| سباق الطريق ضد الساعة       | Campbell Flakemore ‏ (أستراليا)    | ريان مولن (جمهورية أيرلندا)     | ستيفان كونغ (سويسرا)             |
| شبان                        |                                   |                                 |                                  |
| سباق الطريق المداري         | Jonas Bokeloh ‏ (ألمانيا)          | Alexandr Kulikovskiy ‏ (روسيا)   | Peter Lenderink ‏ (هولندا)        |
| سباق الطريق ضد الساعة       | لينارد كامنا (ألمانيا)            | أدريان كوستا (الولايات المتحدة) | مايكل ستورير (أستراليا)          |
| شابات                       |                                   |                                 |                                  |
| سباق الطريق المداري         | أمالي ديديريكسن (الدنمارك)        | صوفيا بيرتيزولو (إيطاليا)       | Agnieszka Skalniak (بولندا)      |
| سباق الطريق ضد الساعة       | ميسي ستيوارت (أستراليا)           | بيرنيل ماثيسن (الدنمارك)        | انا ليزا هال (أستراليا)          |